# Schroon (Nueva York)
Schroon es un pueblo ubicado en el condado de Essex en el estado estadounidense de Nueva York. En el año 2000 tenía una población de 1.759 habitantes y una densidad poblacional de 5.1 personas por kilómetro cuadrado (km²).

## Geografía
Schroon se encuentra ubicado en las coordenadas 43°51′45″N 73°44′33″O / 43.86250, -73.74250.

## Demografía
Según la Oficina del Censo en 2000 los ingresos medios por hogar en la localidad eran de $29,054, y los ingresos medios por familia eran $36,579. Los hombres tenían unos ingresos medios de $29,821 frente a los $20,298 para las mujeres. La renta per cápita para la localidad era de $15,302. Alrededor del 11.0% de la población estaban por debajo del umbral de pobreza.